# Wa West
Wa West är ett distrikt i Ghana.   Det ligger i regionen Övre västra regionen, i den nordvästra delen av landet, 600 km nordväst om huvudstaden Accra.